# Holothurine
Die Holothurine sind eine Gruppe von Saponinen (Triterpen-Saponine), die als toxische Inhaltsstoffe in Seegurken (Holothuroidea) zu finden sind. Diese werden von den Tieren in die Cuvierschen Schläuche eingelagert, die aktiv bei Bedrohung verspritzt werden können.
Die mit den Seegurken verwandten Seesterne bilden ähnliche Stoffe, die Asterosaponine.

## Vertreter
Bisher bekannte Vertreter dieser Stoffgruppe sind Holothurin A und Holothurin B, gelegentlich wird noch Echinosid A als Holothurin A2 bezeichnet.
| Holothurine     |                        |                                    |
| Name            | Holothurin A           | Holothurin B                       |
| Strukturformel  |                        |                                    |
| Andere Namen    |                        |                                    |
| CAS-Nummer      | 38-26-6                | 11052-32-7                         |
| PubChem         | 44559168               | 23674754                           |
| Wikidata        | Q27252335              | Q56459048                          |
| Summenformel    | C54H85NaO27S           | C41H63NaO17S                       |
| Molare Masse    | 1221,29 g·mol−1        | 882,98 g·mol−1                     |
| Aggregatzustand | fest                   | fest                               |
| Schmelzpunkt    | 239-240 °C             | 252 °C                             |
| LD50            | 9 mg·kg−1 (Maus, i.v.) | 14 mg·kg−1 (Maus, intraperitoneal) |

Weitere Vertreter sind:
- Holothurin A1[S 2]
- Holothurin A3[S 3]
- Holothurin A4[S 4]

## Struktur und Eigenschaften
Holothurine sind Glycoside; die Aglykon-Grundkörper (Holothurinogenine) leiten sich vom Holostan ((20S)-20-Hydroxy-5α-lanostan-18-säurelacton) bzw. Lanostan ab. Alle Holothurine sind am Zuckerteil des Glycosids sulfatiert.
Die Holothurine sind leicht psychoaktiv, Nutzungen der entheogenen Wirkungen sind jedoch nicht bekannt. Allerdings konnte festgestellt werden, dass Holothurine bei Mäusen hemmend auf die Wachstumsrate verschiedener Tumorzellen wirken, wodurch sie für die Krebsmedizin interessant werden.

## Sicherheitshinweise
Holothurine können bei Hautkontakt starke, brennende Schmerzen auslösen und bei Kontakt mit den Augen zu Irritationen bis hin zur Erblindung führen. Bei systemischer Aufnahme können die Toxine zu Lähmungserscheinungen, Muskelkrämpfen und Beschwerden im Verdauungssystem sowie bei größeren Mengen zum Tod durch Atemlähmung führen.
Da Seegurken in vielen asiatischen Ländern unter dem Namen Trepang als Delikatesse verzehrt werden, müssen die die Toxine enthaltenden Cuvierschen Schläuche vor der Zubereitung oder dem Verzehr entfernt werden.
Bei Mäusen wirkte sowohl Holothurin A mit einem LD50-Wert von 9 mg/kg bei i.v.-Gabe, als auch Holothurin B mit einem intraperitonealen Wert von 14 mg/kg stark toxisch.

## Externe Links zu erwähnten Verbindungen
1. ↑  Externe Identifikatoren von bzw. Datenbank-Links zu Holothurin A2:  CAS-Nr.: 75410-53-6, PubChem: 156831, ChemSpider: 138064, Wikidata: Q134528992.
2. ↑  Externe Identifikatoren von bzw. Datenbank-Links zu Holothurin A1:  CAS-Nr.: 78206-64-1, Wikidata: Q134740217.
3. ↑  Externe Identifikatoren von bzw. Datenbank-Links zu Holothurin A3:  CAS-Nr.: 1005390-96-4, PubChem: 71728339, ChemSpider: 29367971, Wikidata: Q27134520.
4. ↑  Externe Identifikatoren von bzw. Datenbank-Links zu Holothurin A4:  CAS-Nr.: 1005390-97-5, PubChem: 71728341, ChemSpider: 29367972, Wikidata: Q27134521.